# 조정민 (골프 선수)
조정민(1994년 11월 26일~)은 대한민국의 골프 선수이다. 원오원커뮤니케이션즈 소속으로 활동하고 있다.